# Gruta de Fingal

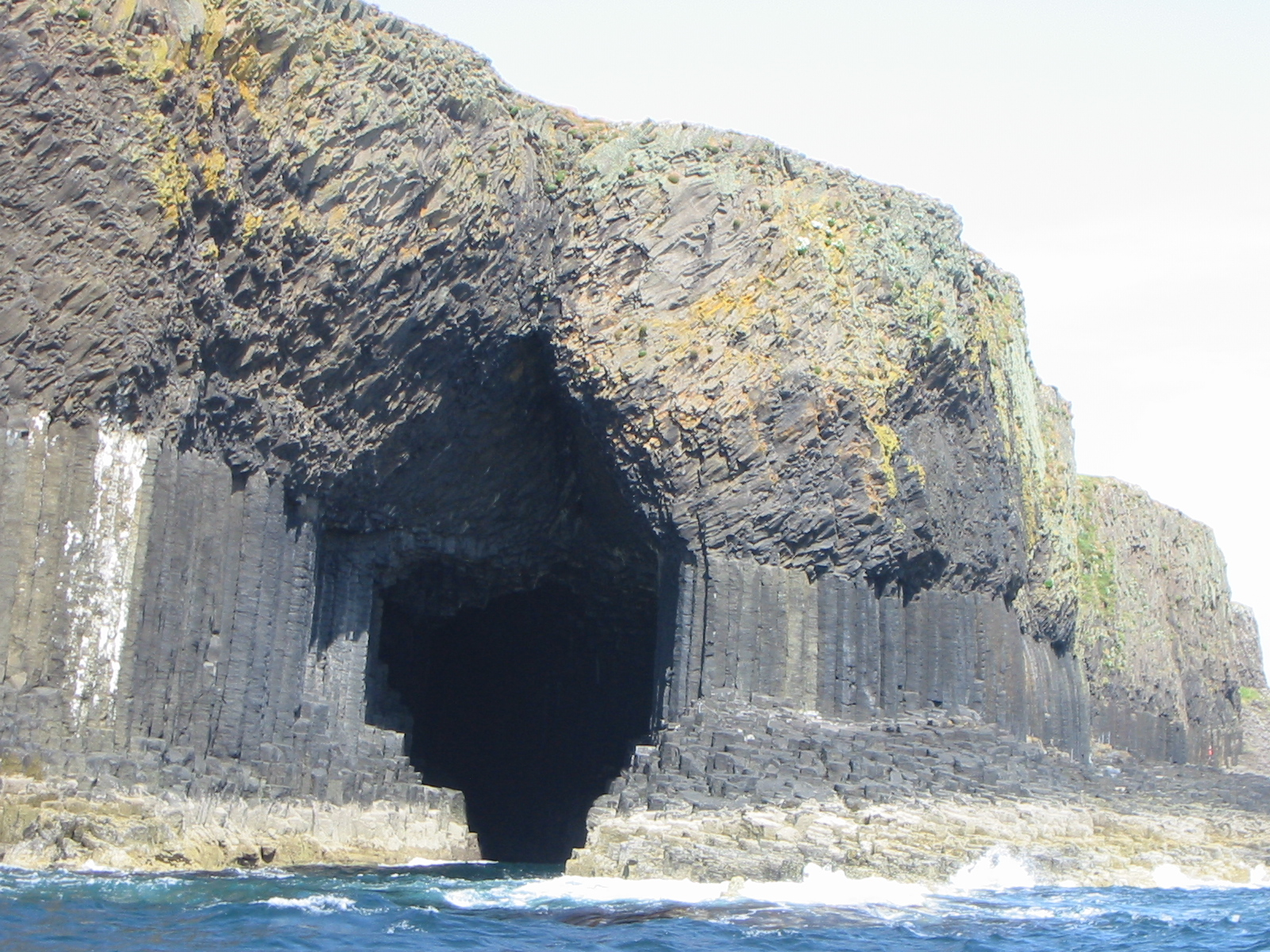
Entrada da caverna, 2004

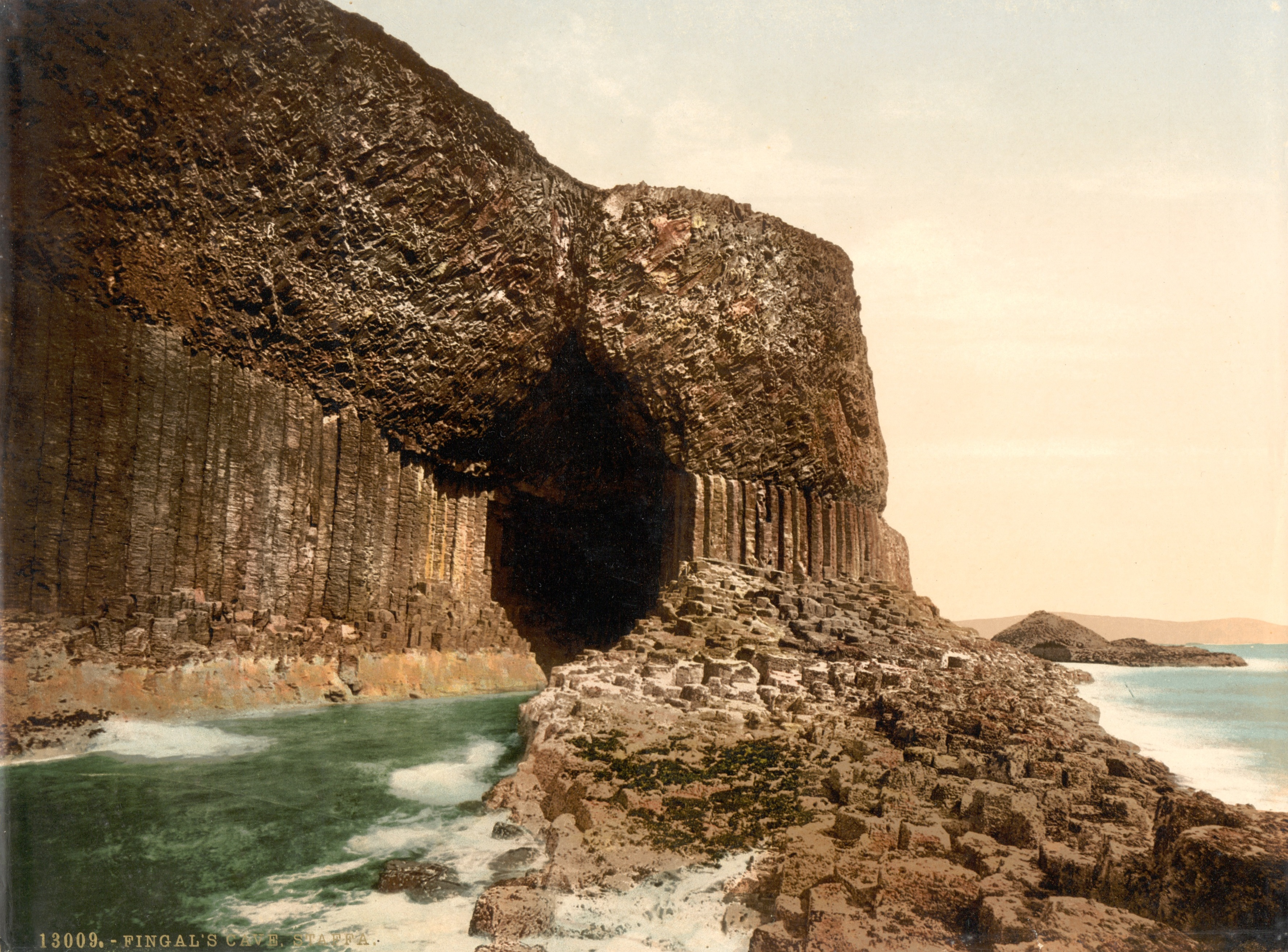
Entrada da caverna, 1900

A Gruta de Fingal é uma caverna marinha na ilha desabitada de Staffa, nas Hébridas Interiores, Escócia, que faz parte de um reserva nacional. É formada por basalto hexagonal, similar em estrutura - por causa da mesma origem num fluxo de lava - da Giant's Causeway, a Calçada dos Gigantes, na Irlanda do Norte. O seu tamanho e tecto de arcos naturais, juntamente com os arrepiantes ecos produzidos pelas ondas, produzem um ambiente de uma catedral natural. O nome gaélico da gruta, Uamh-Binn, significa "Gruta da melodia".
A caverna foi "descoberta" no século XVIII pelo naturalista Sir Joseph Banks, em 1772. O nome Gruta de Fingal ficou conhecido com a composição de Mendelssohn da abertura Die Hebriden ("As Hébridas" op. 26), inspirada nos ecos da gruta (Fingal, Fionn mac Cumhail, foi o herói epónimo de um poema escrito pelo poeta e historiador escocês James Macpherson).